# Ebbenhouten Schoen 2004
De verkiezing van de Ebbenhouten Schoen 2004 werd op 7 mei 2004 gehouden. Vincent Kompany won de trofee voor de eerste keer. De Congolese Belg ontving de Belgische voetbaltrofee uit handen van toenmalig bondsvoorzitter Jan Peeters.

## Winnaar
RSC Anderlecht werd in 2004 kampioen en had met Aruna Dindane en Vincent Kompany twee favorieten voor de Ebbenhouten Schoen in huis. Aruna had de trofee een jaar eerder al gewonnen en was volgens velen topfavoriet. Maar uiteindelijk kozen de stemgerechtigden voor seizoensrevelatie Kompany. De 18-jarige Belg, wiens vader van Congolese origine is, kreeg de voorkeur op zijn ploeggenoot. Kompany maakte als centrale verdediger zijn debuut onder trainer Hugo Broos. Met veel lef en flair werd hij zelfs een vaste waarde in het kampioenenelftal van Anderlecht. Hij kreeg naast de Ebbenhouten Schoen ook de trofee voor Jonge Profvoetballer van het Jaar en zou een half jaar later verkozen worden tot Gouden Schoen.

## Uitslag
| Nr.             | Land                                       | Naam                 | Club(s)             | Punten     |
| Finalisten      | Finalisten                                 | Finalisten           | Finalisten          | Finalisten |
| --------------- | ------------------------------------------ | -------------------- | ------------------- | ---------- |
| 1.              | Vlag van Congo-Kinshasa · Vlag van België  | Vincent Kompany      | RSC Anderlecht      | 240        |
| 2.              | Vlag van Ivoorkust                         | Aruna Dindane        | RSC Anderlecht      | 215        |
| 3.              | Vlag van Congo-Kinshasa · Vlag van België  | Mbo Mpenza           | Excelsior Moeskroen | 132        |
| 4.              | Vlag van Nigeria                           | Tosin Dosunmu        | KVC Westerlo        | 128        |
| "               | Vlag van Congo-Kinshasa · Vlag van België  | Émile Mpenza         | Standard Luik       | 128        |
| Vervolg uitslag |                                            |                      |                     |            |
| 6.              | Vlag van Ivoorkust                         | Barry Boubacar Copa  | SK Beveren          | 35         |
| 7.              | Vlag van Guinee-Bissau · Vlag van Portugal | Almami Moreira       | Standard Luik       | 28         |
| 8.              | Vlag van Ivoorkust                         | Kipre Kaiper         | SK Beveren          | 23         |
| 9.              | Vlag van Nigeria                           | Peter Odemwingie     | La Louvière         | 17         |
| "               | Vlag van Ivoorkust                         | Romaric              | SK Beveren          | 17         |
| 11.             | Vlag van Sierra Leone                      | Ibrahim Kargbo       | Sporting Charleroi  | 11         |
| 12.             | Vlag van Nigeria                           | Joseph Enakarhire    | Standard Luik       | 9          |
| 13.             | Vlag van Rwanda                            | Désiré Mbonabucya    | Sint-Truiden VV     | 7          |
| "               | Vlag van Congo-Kinshasa · Vlag van België  | Anthony Vanden Borre | RSC Anderlecht      | 7          |
| "               | Vlag van Ivoorkust                         | Didier Zokora        | Racing Genk         | 7          |

1992 · 1993 · 1994 · 1995 · 1996 · 1997 · 1998 · 1999 · 2000 · 2001 · 2002 · 2003 · 2004 · 2005 · 2006 · 2007 · 2008 · 2009 · 2010 · 2011 · 2012 · 2013 · 2014 · 2015 · 2016 · 2017 · 2018 · 2019 · 2020 · 2021 · 2022 · 2023 · 2024